# I’m Like a Bird
I’m Like a Bird ist ein Lied und die Debütsingle von Nelly Furtado aus dem Jahr 2000. Es erschien auf ihrem Debüt-Album Whoa, Nelly!. Der Song wurde als erste Single des Albums veröffentlicht und wurde im darauffolgenden Jahr ein weltweiter Hit, der in Portugal auf Platz eins, in Großbritannien auf Platz fünf und in den USA auf Platz neun landete.

## Entstehung und Produktion
I’m Like a Bird wurde von Furtado geschrieben und von Gerald Eaton und Brian West produziert. Das Musikvideo wurde von Francis Lawrence gedreht.

## Rezensionen
Für die Frankfurter Allgemeine Zeitung flog Nelly Furtado mit I’m Like a Bird in den Pophimmel. Für die Gala wurde Furtado mit dem Lied zum Weltstar.
Das Magazin Rolling Stone merkt zum Coversong von Alessia Cara an, dass ihre Interpretation von Furtados Song dem hellen, befreienden Ton des Hits aus dem Jahr 2000 treu bleibt und Caras Stimme perfekt zur Wärme des Originals passen würde.

## Kommerzieller Erfolg

### Chartplatzierungen
| ChartsChartplatzierungen       | Höchstplatzierung | Wochen |
| ------------------------------ | ----------------- | ------ |
| Deutschland (GfK)              | 41 (16 Wo.)       | 16     |
| Österreich (Ö3)                | 41 (15 Wo.)       | 15     |
| Schweiz (IFPI)                 | 17 (31 Wo.)       | 31     |
| Vereinigte Staaten (Billboard) | 9 (25 Wo.)        | 25     |
| Vereinigtes Königreich (OCC)   | 5 (17 Wo.)        | 17     |

| ChartsJahrescharts (2001)      | Platzierung |
| ------------------------------ | ----------- |
| Schweiz (IFPI)                 | 86          |
| Vereinigtes Königreich (OCC)   | 31          |
| Vereinigte Staaten (Billboard) | 43          |

### Auszeichnungen für Musikverkäufe
| Land/Region                  | Auszeichnungen für Musikverkäufe (Land/Region, Auszeichnung, Verkäufe) | Verkäufe  |
| ---------------------------- | ---------------------------------------------------------------------- | --------- |
| Australien (ARIA)            | 2× Platin                                                              | 140.000   |
| Dänemark (IFPI)              | Gold                                                                   | 45.000    |
| Kanada (MC)                  | 2× Platin                                                              | 160.000   |
| Neuseeland (RMNZ)            | 2× Platin                                                              | 60.000    |
| Vereinigte Staaten (RIAA)    | Platin                                                                 | 1.000.000 |
| Vereinigtes Königreich (BPI) | Platin                                                                 | 600.000   |
| Insgesamt                    | 1× Gold · 8× Platin ·                                                  | 2.005.000 |

Hauptartikel: Nelly Furtado/Auszeichnungen für Musikverkäufe

## Coverversionen
- 2019 Alessia Cara[5]